# Claudia Roberta Marletta
Claudia Roberta Marletta (23 novembre 1995) è una pallanuotista italiana, attaccante dell'Orizzonte Catania e della nazionale Italiana.

## Biografia
Iniziata la carriera sportiva nella squadra Blu Team Catania (con il tecnico Antonio Poppy Ajosa), passa successivamente all'Orizzonte Catania, con cui ottiene svariati titoli a livello nazionale e internazionale. Nel 2024 si trasferisce all'Alimos, in Grecia Nel 2025 ritorna all' Orizzonte Catania.
Con il Setterosa ha conquistato un bronzo europeo e uno mondiale. Nel 2024 partecipa alle Olimpiadi di Parigi nella squadra del CT Carlo Silipo.

## Palmarès

### Club
- Campionato italiano: 5

Orizzonte Catania: 2018-19, 2020-21, 2021-22, 2022-23, 2023-24
- Coppe Italia: 3

Orizzonte Catania: 2017-18, 2020-21, 2022-23
- FIN Cup: 1

Orizzonte Catania: 2017-18
- Coppe LEN: 1

Orizzonte Catania: 2018-19
- Supercoppa LEN: 1

Orizzonte Catania: 2019

### Nazionale
- Mondiali

Fukuoka 2023: 
- Europei

Spalato 2022: 